# سام ويب
سام ويب (بالإنجليزية: Sam Webb)‏ هو سياسي أمريكي، ولد في 16 يوليو 1945 في مين في الولايات المتحدة. حزبياً، نشط في الحزب الشيوعي الأمريكي.